# Мейкон (Міссісіпі)
Мейкон (англ. Macon) — місто (англ. city) в США, в окрузі Ноксабі штату Міссісіпі. Населення — 2582 особи (2020).

## Географія
Мейкон розташований за координатами 33°7′19″ пн. ш. 88°33′24″ зх. д. / 33.12194° пн. ш. 88.55667° зх. д. (33.122065, -88.556713).  За даними Бюро перепису населення США в 2010 році місто мало площу 9,98 км², з яких 9,92 км² — суходіл та 0,06 км² — водойми.

## Демографія
Згідно з переписом 2010 року, у місті мешкало 2768 осіб у 1043 домогосподарствах у складі 689 родин. Густота населення становила 277 осіб/км².  Було 1159 помешкань (116/км²).
Расовий склад населення:
| - 77,0 % — чорних або афроамериканців - 21,7 % — білих - 0,5 % — азіатів - 0,1 % — корінних американців |

До двох чи більше рас належало 0,3 %. Частка іспаномовних становила 0,5 % від усіх жителів.
За віковим діапазоном населення розподілялося таким чином: 27,9 % — особи молодші 18 років, 58,4 % — особи у віці 18—64 років, 13,7 % — особи у віці 65 років та старші. Медіана віку мешканця становила 33,6 року. На 100 осіб жіночої статі у місті припадало 87,4 чоловіків;  на 100 жінок у віці від 18 років та старших — 78,5 чоловіків також старших 18 років.
Середній дохід на одне домашнє господарство  становив 27 621 долар США (медіана — 17 926), а середній дохід на одну сім'ю — 29 406 доларів (медіана — 17 629). Медіана доходів становила 28 299 доларів для чоловіків та 21 420 доларів для жінок. За межею бідності перебувало 53,9 % осіб, у тому числі 71,3 % дітей у віці до 18 років та 18,9 % осіб у віці 65 років та старших.
Цивільне працевлаштоване населення становило 880 осіб. Основні галузі зайнятості: освіта, охорона здоров'я та соціальна допомога — 23,6 %, виробництво — 19,8 %, роздрібна торгівля — 10,8 %, мистецтво, розваги та відпочинок — 10,6 %.